# Qatargate
Het Qatar-corruptieschandaal bij het Europees Parlement, ook wel bekend als Qatargate, is een aanhoudend politiek schandaal waarin politici, politieke medewerkers, lobbyisten, ambtenaren en hun families zouden zijn betrokken bij corruptie, witwassen en georganiseerde misdaad samen met de staat Qatar in ruil voor invloed in het Europees Parlement. Qatar ontkent de beschuldigingen. De Belgische, Italiaanse en Griekse autoriteiten namen actie, resulterend in de inbeslagname van 1,5 miljoen euro in contanten, de inbeslagname van computers en mobiele telefoons en de arrestatie en aanklacht van vier personen wegens corruptie, witwassen en georganiseerde misdaad.

## Onderzoek, invallen en arrestaties
In juli 2022 opende het Centraal Bureau voor de Bestrijding van Corruptie (CDBC), een eenheid van de Belgische Federale Politie, een onderzoek naar een vermeende criminele organisatie. Het onderzoek werd geleid door onderzoeksrechter Michel Claise.
Naar aanleiding van het onderzoek voerde de Belgische politie op 9 december 2022 20 invallen uit op 19 verschillende adressen in Brussel in verband met de samenzwering en verrichtte acht arrestaties in heel België en Italië.  De woningen en kantoren van de verdachten werden doorzocht, ook kantoren in de gebouwen van het Europees Parlement in Brussel. In overeenstemming met de Belgische grondwet moest de voorzitter van het Europees Parlement, Roberta Metsola, terugkeren van haar huis in Malta om aanwezig te zijn bij de huiszoeking in het huis van Eva Kaili, die diplomatieke onschendbaarheid geniet als lid van het Europees Parlement en als vice-voorzitter van het Europees Parlement.
Na de invallen bij Kaili's huis werd haar vader later gearresteerd toen hij probeerde het Sofitel-hotel aan het Jourdanplein in Brussel te ontvluchten nadat hij was getipt over de invallen. Onderzoekers vonden een koffer met "enkele honderdduizenden euro's" bij hem toen hij probeerde te vluchten.
Bij de invallen waren locaties betrokken die verband hielden met Pier Antonio Panzeri, een Italiaans voormalig EP-lid. Bij het doorzoeken van zijn huis vond de politie een grote hoeveelheid contant geld in zijn "goed gevulde kluis". Tegelijkertijd deden onderzoekers een inval in de kantoren van de internationale ngo Fight Impunity, een organisatie die is opgericht ter bevordering van de strijd tegen straffeloosheid voor ernstige schendingen van de mensenrechten en misdaden tegen de menselijkheid, waarvan Panzeri de voorzitter is.
Na afloop van de invallen in Brussel arresteerde de politie een aantal mensen:
- Eva Kaili, Europees Parlementslid,
- Antonio Panzeri, voormalig Europees Parlementslid,
- Francesco Giorgi, echtgenoot van Kaili en adviseur van het Italiaanse EP-lid Andrea Cozzolino),
- Alexandros Kailis, Kaili's vader en voormalig Grieks politicus,
- Luca Visentini, algemeen secretaris van het Internationaal Verbond van Vakverenigingen),
- Niccolò Figà-Talamanca, secretaris-generaal van de ngo No Peace Without Justice,
- een niet nader genoemde assistente van het Italiaanse EP-lid Alessandra Moretti.

Alexandros Kailis werd vrijgelaten en Visentini werd voorwaardelijk vrijgelaten. Naar verluidt werd 600.000 euro in contanten gevonden in het huis van Panzeri en werd er extra geld gevonden in het huis van Kaili's vader, zijn hotelkamer en het huis dat werd gedeeld door Kaili en Giorgi. In totaal bedroeg het gecombineerde bedrag aan contant geld dat bij de invallen werd gevonden 1,5 miljoen euro. Na Kaili's arrestatie werd ze vastgehouden in de gevangenis van Sint-Gillis tot haar overplaatsing na vijf dagen naar de gevangenis van Haren.
Naast de doorzoekingen van eigendommen van de gearresteerden, werden ook huiszoekingen gedaan bij onder meer vier parlementaire medewerkers (Federica Garbagnati, Giuseppe Meroni, Donatella Rostagno en Davide Zoggia), maar deze invallen leidden niet tot arrestaties. Garbagnati, Rostagno en Zoggia waren assistenten van EP-leden Alessandra Moretti, Marie Arena en Pietro Bartolo, terwijl Meroni werkte als assistent van Lara Comi. Andere invallen vonden plaats bij twee geheime adviseurs en een ambtenaar van het Europees Parlement.
Terwijl de invallen in Brussel werden uitgevoerd, voerde de Italiaanse staatspolitie twee Europese arrestatiebevelen uit in hItalië. Maria Colleoni, de vrouw van Panzeri, werd gearresteerd in hun ouderlijk huis in Calusco d'Adda, dicht bij Bergamo, en zijn dochter, Silvia Panzeri, werd later die avond in Milaan gearresteerd. Beide vrouwen werden voor detentie overgebracht naar een gevangenis in Bergamo. Kort daarna voerden de Italiaanse autoriteiten een inval uit in het Italiaanse huis van Giorgi, waar nog eens 20.000 euro in contanten in beslag werd genomen. Op 14 december werden de twee vrouwen onder huisarrest vrijgelaten in een pand in Lombardije.
Uit het Europees aanhoudingsbevel bleek dat de aanklachten tegen Panzeri ook betrekking hadden op gelijkaardige aanklachten met betrekking tot geschenken ontvangen van de staat Marokko.
De dag na de invallen, op 10 december, werd een nieuwe huiszoeking uitgevoerd in het huis van de ondervoorzitter van de delegatie van het Europees Parlement voor de betrekkingen met het Arabisch schiereiland, het Belgische EP-lid Marc Tarabella. Hij werd niet gearresteerd.
Op 12 december 2022 werd aangekondigd dat de Griekse antiwitwasautoriteit alle activa van Kaili en die van naaste familieleden had bevroren. Dit omvat alle bankrekeningen, kluizen, bedrijven en andere financiële activa van Kaili.
Toen het Europees Parlement voor het eerst bijeenkwam na het schandaal, op 13 december 2022 in zijn zetel in Straatsburg, werden de kantoren van EP-lid Pietro Bartolo en parlementair ambtenaar Mychelle Rieu beide verzegeld door onderzoekers.

## Berechting en vervolging

### Vier oorspronkelijke verdachten
De vier aangeklaagde verdachten, Kaili, Panzeri, Giorgi en Figà-Talamanca, verschenen op 14 december in het Justitiepaleis van Brussel. Drie van de vier verdachten verschenen voor de rechtbank, maar door een staking van het gevangenispersoneel kon Kaili niet verschijnen. Kaili's geding werd verplaatst naar 22 december 2022. Panzeri en Giorgi werden beiden in hechtenis genomen in afwachting van verder onderzoek.
Op 15 december 2022 werd bekend dat Giorgi had bekend betrokken te zijn bij corruptie en inmenging door Marokko en Qatar.
Op 23 februari 2023 werd zijn aanhouding verlengd, maar hij mocht de gevangenis verlaten en kwam onder elektronisch toezicht te staan.
Figà-Talamanca werd op 6 februari 2023 vrijgelaten onder voorwaarden. Panzeri kreeg het statuut van spijtoptant en mocht op 6 april 2023 de gevangenis verlaten, maar werd wel onder elektronisch toezicht geplaatst. Kaili mocht op 14 april 2023 de gevangenis verlaten met een enkelband. Op 25 mei werd ze vrijgelaten onder voorwaarden.

### Overige parlementsleden
Op 3 januari 2023 werd bekend dat het Belgische federaal parket officieel gevraagd heeft om de onschendbaarheid van nog twee Europarlementsleden op te heffen: Marc Tarabella (België) en Andrea Cozzolino (Italië). Op
Op 10 februari 2023 werd Tarabella opgepakt voor verhoor in het corruptieonderzoek en liet het federaal parket een bankkluis van hem in Luik doorzoeken, evenals enkele kantoren in het gemeentehuis van Anthisnes, waar hij burgemeester is. De volgende dag verscheen hij voor de onderzoeksrechter, die hem aanhield op verdenking van corruptie, witwassen en bendevorming. Na twee maanden in de gevangenis te hebben doorgebracht werd hij in april 2023 opnieuw op vrije voeten gesteld, al werd hij wel onder elektronisch toezicht geplaatst.
Ook Cozzolino werd opgepakt op 10 februari 2023. Hij werd in Napels gearresteerd. Het hof van beroep van Napels plaatste hem onder huisarrest. Op 15 juni herriep het hof van beroep van Napels het huisarrest. Op 19 juni kwam hij naar België en werd hij er verhoord. Twee dagen later werd hij in verdenking gesteld van voor corruptie, lidmaatschap van een criminele organisatie en witwassen van geld. Hij werd vrijgelaten onder voorwaarden.
Belgisch EP-lid Marie Arena werd aanvankelijk niet vervolgd. Eind juli 2023 werd in haar woning een huiszoeking uitgevoerd en later raakte bekend dat de politie in het huis van haar zoon 280.000 euro contant geld had gevonden. In februari 2024 werd ze verhoord, maar niet in verdenking gesteld. In januari 2025 werd ze alsnog in verdenking gesteld voor lidmaatschap van een criminele organisatie.

### Overige personen
In januari 2025 werden een voormalig politiek adviseur, een adviseur en een voormalig parlementair medewerker van de Progressieve Alliantie van Socialisten en Democraten in staat van beschuldiging gesteld.

### Onderzoeksrechter
In juni 2023 trok Michel Claise, onderzoeksrechter in het dossier, zich vanwege belangenvermenging terug. Zijn zoon en de zoon van Arena deden sinds 2018 zaken met elkaar. Aurélie Dejaiffe volgde hem op, maar in januari 2025 kreeg ze een nieuwe functie binnen Justitie en stopte ze haar werkzaamheden als onderzoeksrechter.

## Reacties
Volgens de kritische NGO Corporate Europe Observatory is het schandaal het bewijs van de falende lobby-regeling binnen de Europese instellingen.